# Acrolyta dendrolimi
Acrolyta dendrolimi là một loài tò vò trong họ Ichneumonidae.